# 中村精司
中村 精司（なかむら せいじ、生年不詳）は日本の実業家、2016年10月よりSPD（病院内物流の受託）事業および医療材料卸売事業の株式会社アルフレッサメディカルサービス（アルフレッサホールディングス傘下）代表取締役社長。

## 略歴
- 1977年（昭和52年）神奈川大経卒、フジモト（現ピップ）入社。2005年アルフレッサピップトウキョウ（現アルフレッサメディカルサービス）取締役。2016年副社長。2016年代表取締役社長。